# Lycosa guayaquiliana
Lycosa guayaquiliana är en spindelart som beskrevs av Cândido Firmino de Mello-Leitão 1939. 
Lycosa guayaquiliana ingår i släktet Lycosa och familjen vargspindlar. Artens utbredningsområde är Ecuador. Inga underarter finns listade i Catalogue of Life.